# 부천덕산초등학교 대장분교
부천덕산초등학교 대장분교는 대한민국 경기도 부천시 대장동에 있었던 공립 초등학교이다.

## 학교 연혁
- 1957년 10월 21일 부천군 오정국민학교 대장분교장 개교
- 1960년 4월 1일 대장국민학교 승격
- 1973년 7월 1일 김포군으로 편입
- 1975년 10월 1일 부천시 환원
- 1988년 11월 5일 덕산국민학교 분리
- 1996년 3월 1일 대장초등학교로 개칭
- 1999년 3월 1일 부천덕산초등학교 대장분교로 편입
- 2021년 2월 28일 폐교

마지막 졸업생 이름: 2008 02 14 황정훈